# Краснопавловское
Краснопавловское (укр. Краснопавлівське) — поселок, 
Раздольский сельский совет,
Первомайский район,
Харьковская область.
Код КОАТУУ — 6324586502. Население по переписи 2001 года составляет 80 (35/45 м/ж) человек.

## Географическое положение
Поселок Краснопавловское находится берегу безымянной речушки, которая через 2,5 км впадает в реку Орелька.
На расстоянии в 1 км расположено село Раздолье.
Рядом проходят автомобильная дорога Т-2107 и железная дорога, станция Роздольский.

## История
- 1939 — дата основания.

## Экономика
- Молочно-товарная ферма.